# David Baker (biolog)
David Baker (ur. 1962 w Seattle) – amerykański biochemik. Profesor University of Washington, dyrektor Instytutu Projektowania Białek (Institute for Protein Design) na tym uniwersytecie. Laureat Nagrody Nobla w dziedzinie chemii w 2024 roku.
Baker jest pionierem obliczeniowych metod projektowania i przewidywania trójwymiarowych struktur białek.  W jego laboratorium powstało oprogramowanie przewidujące strukturę białek Rosetta, a także projekty Rosetta@home i Foldit. Założyciel wielu firm biotechnologicznych. Wraz ze swoim zespołem stworzył sztuczne, niewystępujące w naturze białko Top7, zaprojektowane tak, aby miało określoną strukturę i funkcję - po wytworzeniu białka przewidywania programów stworzonych do projektowania struktur białek zgadzały się w większości z rzeczywistą strukturą i funkcjami białka. Jego grupa odkryła zaprojektowała wiele nowych białek, wykorzystywanych m.in. jako leki, składniki szczepionek, nanomateriałów czy czujników; przyczyniła się też do lepszego zrozumienia zjawiska antybiotykooporności.

## Nagrody i wyróżnienia
W 2021 roku został jednym z laureatów Breakthrough Prize w naukach przyrodniczych.
W 2024 roku uznany przez magazyn „Time” za jedną ze stu najbardziej wpływowych osób w dziedzinie zdrowia. 9 października 2024 roku za prace nad obliczeniowym projektowaniem białek otrzymał połowę Nagrody Nobla w dziedzinie chemii.